# 尾上菊紫郎
尾上 菊紫郎（おのえ きくしろう、1946年〈昭和21年〉10月23日 - ）は、日本舞踊の尾上流の舞踊家。東京都港区出身。6代目春風亭柳橋を祖父に持つ。息子は尾上菊方。
地方の父、藤間流舞踊家の母のもと幼少より舞踊の道へ。初代尾上菊之丞に師事。菊方の名を許される（名の由来は、画家鏑木清方に会い、清方の一字『方』をもらい、菊方を名乗ることとなった）。
26・27歳ごろ、舞の才能を認められ、初代尾上菊紫郎を襲名。

## 主な経歴
鴨川踊り振り付け指導。

## 得意とする演目
素踊り全般（紋付・袴での舞）